# Strah me da te volim
Strah me da te volim – tytuł piątego albumu zespołu Hari Mata Hari. Piosenki nagrano w lutym 1990 roku w Studio "JM" w Zagrzebiu. Został wydany przez wytwórnię płytową Jugoton. Autorami tekstów do piosenek są: Fahrudin Pecikoza, Edo Mulahalilović, Alka Vuica i M. Lukić, zaś muzykę skomponowali: Hari Varešanović, Adi Mulahalilović i M. Lukić. Gościnnie wystąpili również muzycy: Arsen Eres (flet i saksofon w piosence "Zakuni se, oživi me" i "Strah me da te volim"), Sanin Karić (gitara basowa w piosence "Sjeti se ljeta"), Neno Jeleč (gitara basowa w piosence "Ne budi me") i Nandor Nikolić (skrzypce w piosence "Prsten i zlatni lanac"), a także wokalistki wspierające Izolda Barudžija i Eleonora Barudžija.

## Tytuły piosenek
1. "Strah me da te volim"
2. "Prsten i zlatni lanac"
3. "Ostavi suze za kraj"
4. "Lud sam za tobom"
5. "Ne budi me"
6. "Otkud ti k'o sudbina"
7. "Nek' nebo nam sudi"
8. "Daj još jednom da čujem ti glas"
9. "Sjeti se ljeta"
10. "Zakuni se, oživi me"

## Członkowie zespołu

### Hari Mata Hari
- Hajrudin Varešanović - wokal
- Izo Kolećić - perkusja
- Karlo Martinović - gitara solo
- Nihad Voloder - gitara basowa